# 칸초니에레

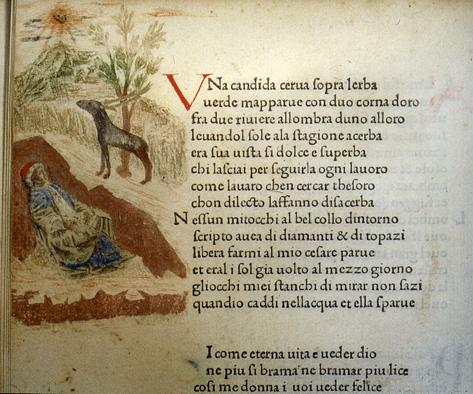
인쇄 후, 초기 『칸초니에레』는 그림으로 삽화가 그려졌다.

칸초니에레(Il Canzoniere)는 『흩어진 운율』(영어: 흩어진 운율)로도 알려져 있지만, 원래는 Rerum vulgarium fragmenta(영어: 흔한 것들의 단편, 즉 일상어로 구성된 단편)라는 제목이 붙은, 프란체스코 페트라르카가 이탈리아어로 쓴 시 모음집이다.
프란체스코 페트라르카의 작품 대부분은 라틴어로 되어 있지만, 『칸초니에레』는 이탈리아어가 표현에 덜 적합하다는 프란체스코 페트라르카의 견해에도 불구하고 상업 언어인 베르나쿨라로 쓰여졌다. 366편의 시 중 대다수는 소네트 형식(317편)이지만, 이 시집에는 여러 편의 칸초네(29편), 세스티나(9편), 마드리갈 (시가)(4편), 발라타(7편)가 포함되어 있다. 주요 주제는 1327년 4월 6일 아비뇽의 생 클레르 교회에서 프란체스코 페트라르카가 만났다고 알려진 여인 라우라 데 노브에 대한 시인의 사랑이다. 논란의 여지는 있지만, 그의 베르길리우스 사본에 있는 비문에는 이 정보가 기록되어 있다. 프란체스코 페트라르카가 원고에 세심하게 날짜를 기입했기 때문에 학자들은 시들이 40년 동안 쓰여졌으며, 가장 초기 작품은 1327년 직후부터, 가장 최근 작품은 1368년경으로 추정하고 있다. 시집 자체의 필사와 순서는 시인이 사망한 1374년까지 계속되었다. 라우라의 죽음으로 나뉜 시집의 두 부분은 전통적으로 '인 비타(삶에서)'와 '인 모르테(죽음에서)'로 각각 분류되었지만, 프란체스코 페트라르카는 그러한 구분을 하지 않았다. 그의 작품은 스필러가 '17세기까지 르네상스 유럽의 연애시에 가장 큰 영향을 미친 단일 작품'이라고 부르는 것이 되었다.

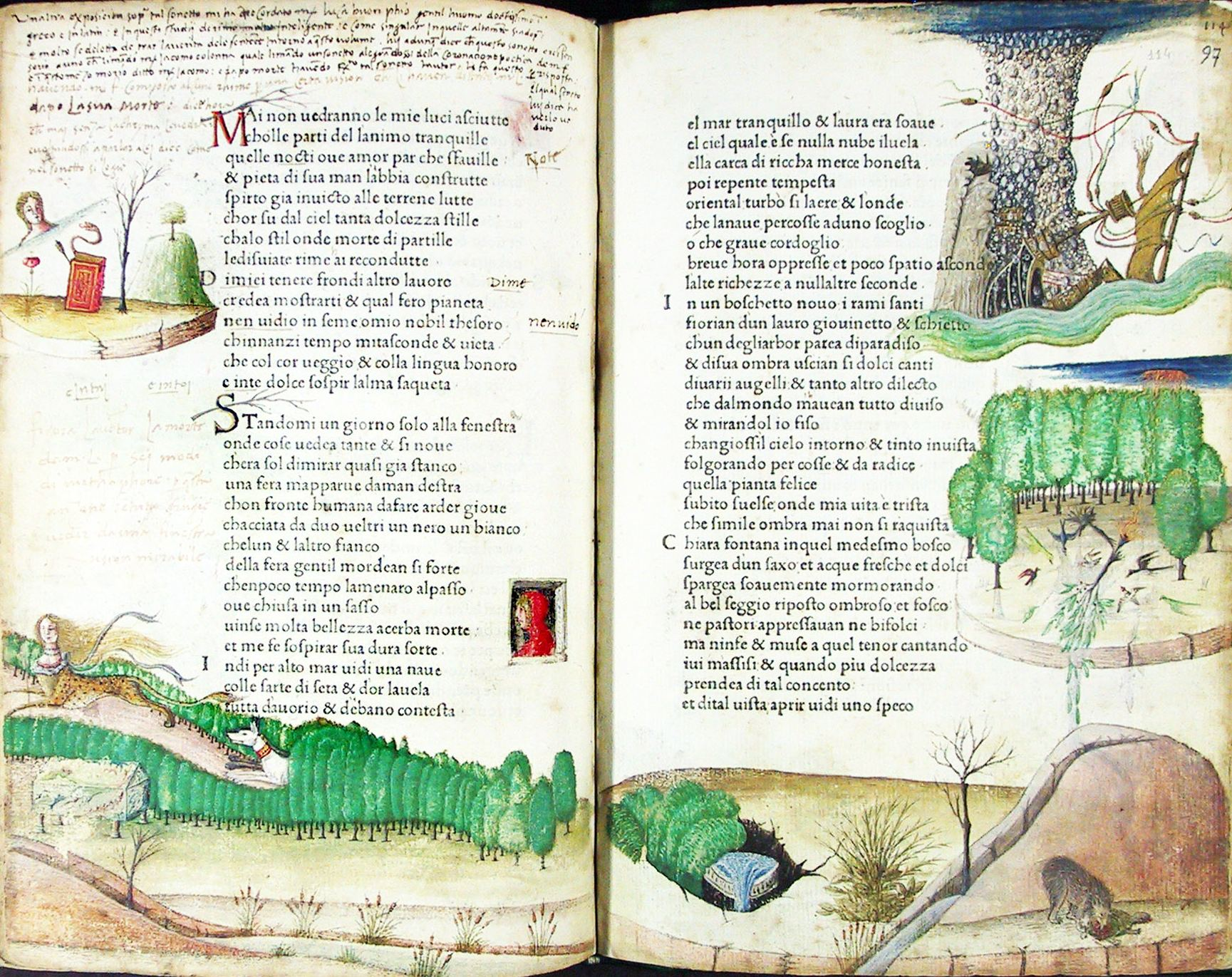
프란체스코 페트라르카의 칸초네 323, 스탄도미 운 지오르노의 시작 부분이 담긴 인쇄된 두 페이지와 나중에 추가된 주석 및 삽화. 프란체스코 페트라르카는 창문에서 그의 여섯 가지 환상 중 첫 번째를 내려다보는 모습으로 묘사되어 있다. 다른 인물들도 묘사되어 있다.(1390년대)

## 중심 사상

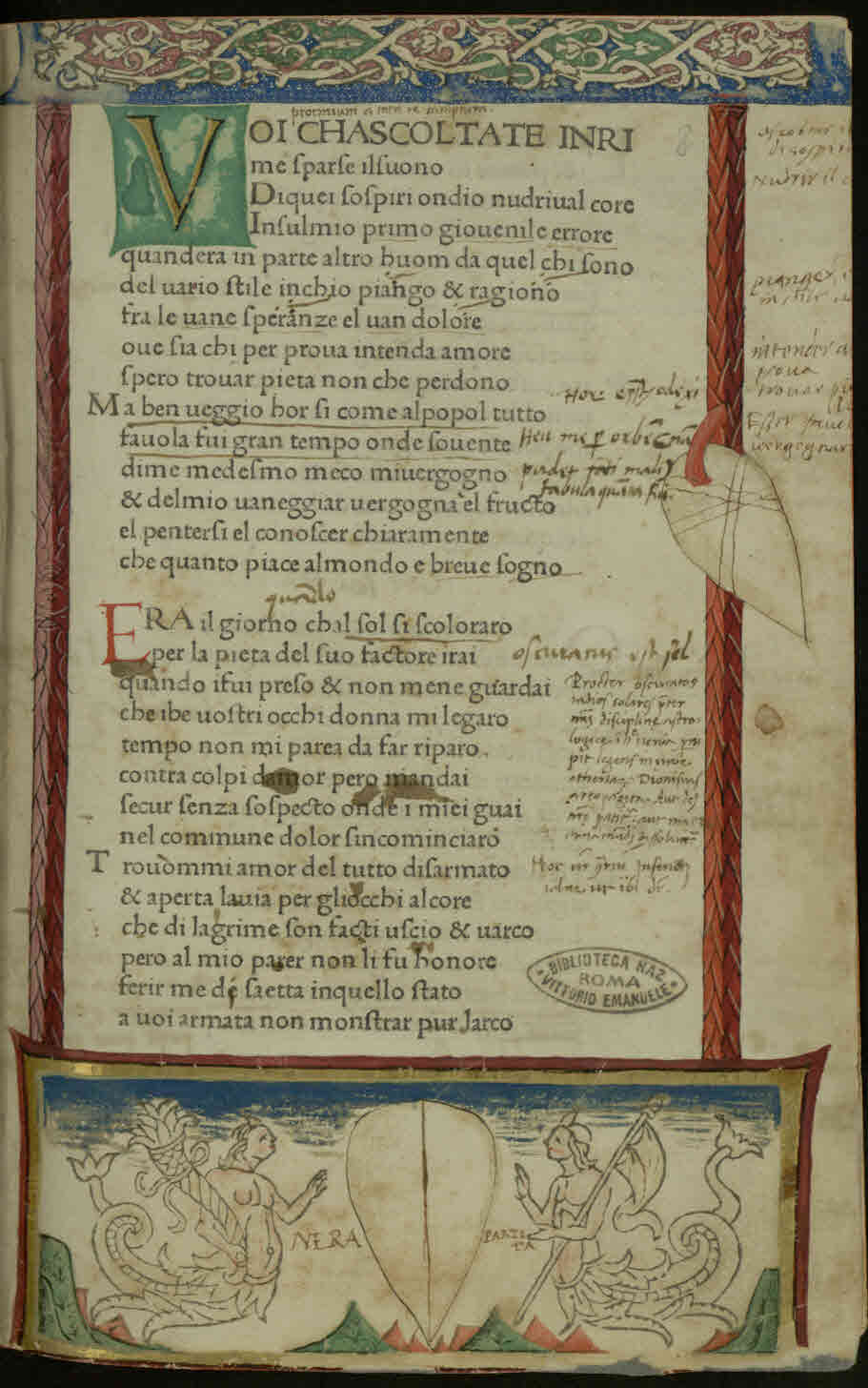
1470

『칸초니에레』의 중심 주제는 프란체스코 페트라르카의 궁정연애이다. 그는 1327년 4월 6일에 라우라에게 첫눈에 반했다고 전해지며, 라우라는 1348년 같은 날짜에 사망했다. 그러나 시들은 사실이 너무나 희박하여 프란체스코 페트라르카는 친구인 자코모 콜론나에게 편지를 써서 라우라가 허구의 창작물이라는 주장에 맞서 그녀의 존재를 주장해야 했다.
『칸초니에레』의 가장 분명한 목적은 라우라를 칭송하는 것이지만, 기독교 종교 및 욕망과 관련하여 사랑의 미덕에 대한 질문이 항상 존재한다. 안티테제 또한 시집의 핵심이며, 어떤 의미에서는 프란체스코 페트라르카의 균형 탐구를 나타낸다. 이들은 나중에 유럽의 페트라르키스트들에 의해 이용되었지만, 『리메』의 한 측면만을 나타낸다. 이것은 사랑이 바람직하면서도 고통스러운 페트라르카식 사랑의 본질적인 역설로 이어진다. 상태 사이의 변동은 이러한 불안정성을 표현하는 수단이다. 인간의 변화하는 마음과 시간의 흐름 또한 시적 창작 예술 자체에 대한 고찰과 마찬가지로 중심 주제이다. 다른 주제로는 욕망, 고립, 짝사랑, 젊음의 허영 등이 있다.
어쨌든 『칸초니에레』를 라우라에 대한 사랑에서만 영감을 받은 작품으로 보는 것은 부적절하다. 종교, 시, 정치, 시간, 영광 등 다른 중요한 주제들이 있다. 사랑이라는 주제 자체는 프란체스코 페트라르카가 자신의 깊은 심리적 분석을 발전시키는 핵으로 간주되어야 한다. 라우라(월계수속은 시의 상징이다)에게서 영감을 받은 그의 시 덕분에 시인은 영광을 얻고자 열망하며, 이는 다시 시간을 파괴하는 모든 힘과 싸울 수 있다. 그러나 영광조차도 진정한 영원을 보장할 수는 없는데, 기독교에서는 예수 그리스도에 대한 믿음만이 그것을 보장할 수 있기 때문이다.

## 『칸초니에레』에 대한 영향
프란체스코 페트라르카는 불안정성이라는 주제를 전달하기 위해 오비디우스의 『변신 이야기』를 사용하며, 베르길리우스의 『아이네이스』도 인용한다. 프란체스코 페트라르카는 소네트 형식의 발명가인 자코모 다 렌티니를 포함한 시칠리아 궁정 시에서 기교와 수사적 기술의 측면을 물려받았다. 또한 프로방스어로 기사도에 관한 연애시를 쓴 트루바두르들(‘칸소’ 또는 칸초네 형식으로)이 영향을 미쳤을 가능성이 높으며, 이는 주로 그들이 여성 인물을 숭배하는 위치에 두었기 때문이다. 단테 알리기에리와 ‘돌체 스틸 누오보’, 즉 새로운 달콤한 양식 학파는 여성의 이러한 배치를 발전시켰고, 사랑의 추구가 고귀한 미덕이라고 제안했다.

## 『리메』의 영향

### 영국에서
1380년, 제프리 초서는 『칸초니에레』의 일부를 채택하여 『트로일루스와 크리세이드』 1권에 로얄 라임의 세 연을 구성했다. 150년 이상이 지나서야 토머스 와이엇 경과 헨리 하워드, 서리 백작이 헨리 8세의 궁정 환경에서 여러 『리메』를 번역했다. 그들의 번역은 영어에서 10음절 행을 규범화하는 데 크게 기여했으며, 조지 푸텐엄의 1589년 『영시의 기술』에서는 영어 개혁에 기여했다고 평가받았다:

단테, 아리오스토, 페트라르카의 학교를 갓 졸업한 초보자들처럼, 그들은 이전에 비해 우리 투박하고 소박한 일상 시의 방식을 크게 다듬었으며, 그 이유로 마땅히 우리 영어 운율과 문체의 첫 개혁가라고 말할 수 있다.

따라서 그들의 『칸초니에레』에 실린 『리메』 번역은 시드니와 셰익스피어의 소네트 연작의 길을 열었다.

### 프랑스에서
초기 프랑스 소네트 시인으로는 클레망 마로와 멜린 생젤레가 있다. 후자는 프랑스로 돌아와 페트라르카와 세라피노에 대한 지식을 전파하기 전에 이탈리아에서 9년을 보냈다. 프랑스에서 출판된 첫 소네트 연작은 1549년 조아섕 뒤 벨레의 『올리브』 형태로 나왔다. 처음 출판되었을 때는 50편의 소네트를 포함했지만, 다음 해 벨레는 더 많은 시를 추가하여 총 115편으로 늘렸으며, 이 소네트 중 14편에서 페트라르카에 대한 언급이 있다. 피에르 드 롱사르 또한 페트라르카의 영향을 받아 그의 소네트들은 독창성으로 인정받고 있다.

## 더 읽어보기
- Durling, Robert M., The Rime Sparse and Other Lyrics (Massachusetts: Harvard University Press, 1976).
- Spiller, Michael R.G, The Development of the Sonnet (London: Routledge, 1992).
- The Canzoniere Online:
- (이탈리아어) Full text of the Canzoniere:  보관됨 2012-09-14 - 웨이백 머신
- The Oregon Petrarch Open Book:  Hypertext in and around the Rerum vulgarium fragmenta